# 森健 (作家)
森 健（もり たけし、1973年1月20日 - ）は、日本の小説家。愛知県一宮市生まれ。

## 経歴
慶應義塾大学経済学部在学中より小説を描き始める。
2003年「火薬と愛の星」で第46回群像新人文学賞を受賞してデビュー。

## 作品リスト
- 『火薬と愛の星』（講談社、2003年9月）
  - 初出「火薬と愛の星」『群像』2003年6月号
- 『女の子と病気の感染』（KADOKAWA、2004年8月）
- 『ずっと』（KADOKAWA、2006年3月）